# ویکی‌پدیای دانمارکی
ویکی‌پدیای دانمارکی نسخه دانمارکی وب‌گاه ویکی‌پدیا است و در ۱۱ ژوئن ۲۰۰۸ به ۸۷٬۰۰۰ مقاله رسید.
تا تاریخ ۳۰ مه ۲۰۱۱ این دانش‌نامه با بیش از ۱۵۰٬۰۰۰ مقاله در رتبهٔ بیست‌وپنجم ویکی‌پدیاها قرار داشت.